# Micrococca wightii
Micrococca wightii är en törelväxtart som först beskrevs av Joseph Dalton Hooker, och fick sitt nu gällande namn av David Prain. Micrococca wightii ingår i släktet Micrococca och familjen törelväxter.

## Underarter
Arten delas in i följande underarter:
- M. w. angustata
- M. w. glabrata
- M. w. hirsuta
- M. w. wightii